# Potlatch (anthropologie)
Pour les articles homonymes, voir Potlatch.

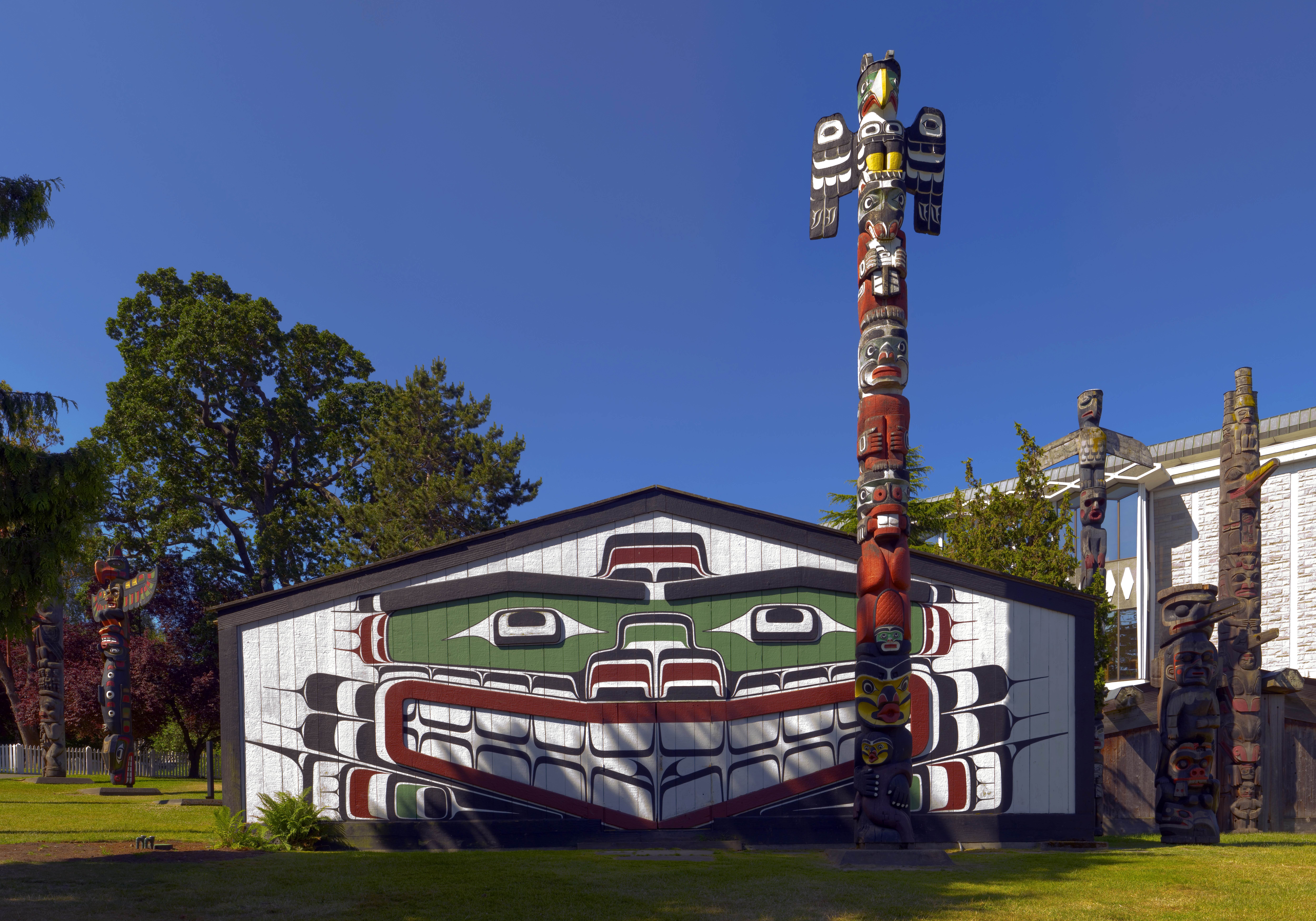
Les Kwakwaka'wakw continuent la pratique du potlatch.

Le potlatch (chinook : « nourrir ») est un type de festin pratiqué par les peuples autochtones de la côte nord-ouest du Pacifique au Canada et aux États-Unis, au cours duquel de nombreux cadeaux sont donnés des uns aux autres. C'est une institution importante pour les Heiltsuks, les Haïdas, les Nuxalks, les Tlingits, les Makah, les Tsimshians, les Nuu-chah-nulth, les Kwakwaka'wakw et les Salish de la côte, entre autres.
Un potlatch implique de donner ou de détruire des richesses ou des objets de valeur pour démontrer la richesse et le pouvoir d'un leader. Les potlatchs visent aussi à réaffirmer les liens familiaux, claniques et internationaux, ainsi que la connexion humaine avec le monde surnaturel. Le potlatch sert également de régime strict de gestion des ressources, où les peuples de la côte discutent, négocient et affirment les droits et les usages concernant des territoires et des ressources spécifiques,,. Les potlatchs impliquent souvent musique, danse, chant, récits, discours, plaisanteries et jeux. Le sacré et la récitation d'histoires orales sont une partie centrale de nombreux potlatchs.
De 1885 à 1951, le gouvernement du Canada a criminalisé les potlatchs. Cependant, la pratique a persisté clandestinement malgré le risque de représailles gouvernementales incluant des peines plancher d'au moins deux mois; cette pratique a également été étudiée par de nombreux anthropologues. Depuis la décriminalisation de cette pratique en 1951, le potlatch a réémergé dans certaines communautés.

## En philosophie
Le potlatch renvoie en philosophie à la notion de dépense pure (cf. Georges Bataille et Marcel Mauss). C'est un processus placé sous le signe de la rivalité : il faut dépasser les autres dons.

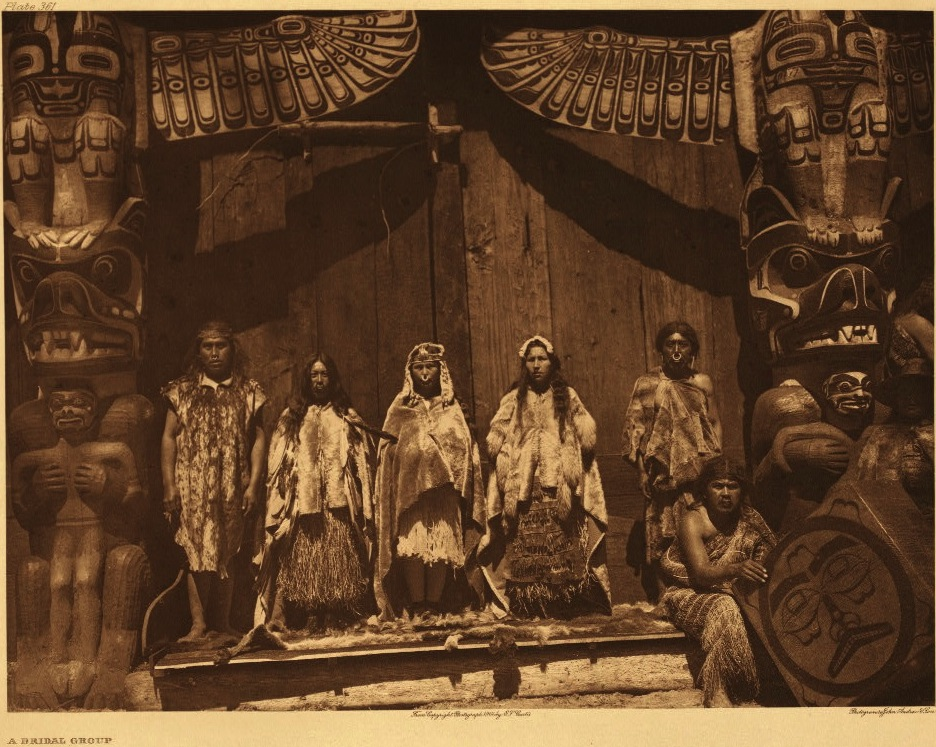
Photo d'un potlatch Kwakwaka'wakw, par Edward Curtis (publiée entre 1907 et 1930).

D'un autre côté, le philosophe Gilles Deleuze explique que « la relation créancier-débiteur » — qui, chez Nietzsche, était « première par rapport à tout échange » — doit être repensée compte tenu des études ultérieures sur le potlatch.

## Théories anthropologiques
L'anthropologue René Girard identifie cette pratique rituelle à un phénomène plus large, un sacrifice permettant de désamorcer une violence collective et mimétique pouvant être déclenchée autour d'un objet de désir non partageable. Comme développement ou « aggravation » du mimétisme, il cite la situation de deux tribus rivales qui gaspillent volontairement et rituellement des quantités de richesse (cas de « mimétisme négatif »).

### Économie du don
Le mot a été introduit en anthropologie en 1924 par Mauss et Davy (note p. 72 de l'Essai sur le don de Marcel Mauss pour origines antérieures). Cependant, Marcel Mauss l'évoque dès 1905 dans son essai sur les Inuits.